# ダビド・ラローズ
ダビド・ラローズ（David Larose、1985年7月4日 - ）は、フランスのセーヌ＝サン＝ドニ県・ボンディ出身の柔道家。階級は66 kg級。身長167 cm。

## 人物
柔道は9歳の時に始めた。2004年の世界ジュニアでは60kg級で優勝を飾った。2005年の世界選手権では7位となった。その後66kg級に階級を上げると、2010年のワールドマスターズで3位となった。2011年に地元パリで開催された世界選手権では7位だった。2012年にはグランドスラム・パリで優勝するも、ロンドンオリンピックでは3回戦でグルジアのラシャ・シャフダトゥアシビリに掬投で敗れた。グランドスラム・東京では決勝で森下純平に有効と技ありを取られた後、内股で一本負けして2位だった。2013年のグランドスラム・パリでは準決勝で高上智史を破るなどして、2連覇を達成した。ヨーロッパ選手権、ワールドマスターズ、グランドスラム・東京ではそれぞれ3位だった。2014年のヨーロッパ選手権では2位だった。2016年のリオデジャネイロオリンピックには国内の代表争いに敗れて出場できなかった。

## 主な戦績
60kg級での戦績
- 2004年 - ヨーロッパジュニア　5位
- 2004年 - 世界ジュニア　優勝
- 2005年 - ロシア国際　3位
- 2005年 - フランス国際　5位
- 2005年 - ルーマニア国際　3位
- 2005年 - 世界選手権　7位
- 2006年 - 青島国際　3位

66kg級での戦績
- 2009年 - ワールドカップ・トビリシ　3位
- 2009年 - グランドスラム・リオデジャネイロ　3位
- 2009年 - ワールドカップ・バーミンガム　優勝
- 2010年 - ワールドマスターズ　3位
- 2010年 - グランドスラム・パリ　3位
- 2011年 - グランドスラム・パリ　3位
- 2011年 - ワールドカップ・ワルシャワ　3位
- 2011年 - ヨーロッパ選手権　団体戦　2位
- 2011年 - ワールドカップ・ブカレスト　2位
- 2011年 - グランドスラム・リオデジャネイロ　3位
- 2011年 - 世界選手権　7位
- 2011年 - ワールドカップ・バーミンガム　優勝
- 2012年 - グランドスラム・パリ　優勝
- 2012年 - ヨーロッパ選手権　個人戦　5位　団体戦　3位
- 2012年 - グランドスラム・東京　2位
- 2013年 - グランドスラム・パリ　優勝
- 2013年 - ヨーロッパ選手権　3位
- 2013年 - ワールドマスターズ　3位
- 2013年 - グランドスラム・東京　3位
- 2014年 - グランプリ・サムスン　優勝
- 2014年 - ヨーロッパ選手権　2位
- 2016年 - パンナムオープン・サンティアゴ　優勝
- 2016年 - ヨーロッパオープン・グラスゴー　優勝
- 2017年 - アフリカオープン・チュニス　優勝

(出典、JudoInside.com)。